# Holländisches Mädchen mit Klompen
Holländisches Mädchen mit Holzschuhen ist ein Brunnen im Schwabinger Holländischen Viertel in München. Er dominiert einen kleinen Platz an der Hollandstraße. 1955 wurde er vom Münchner Bildhauer Erich Hoffmann aufgestellt. Die Bronzeplastik stellt ein nach vorne schreitendes nacktes Mädchen dar, mit holländischer Haube. Es trägt am rechten Fuß einen niederländischen Klompen, den anderen Holzschuh hebt es hoch und lässt aus ihm Wasser herausfließen. Das Wasser wird von einem runden Becken aufgefangen.

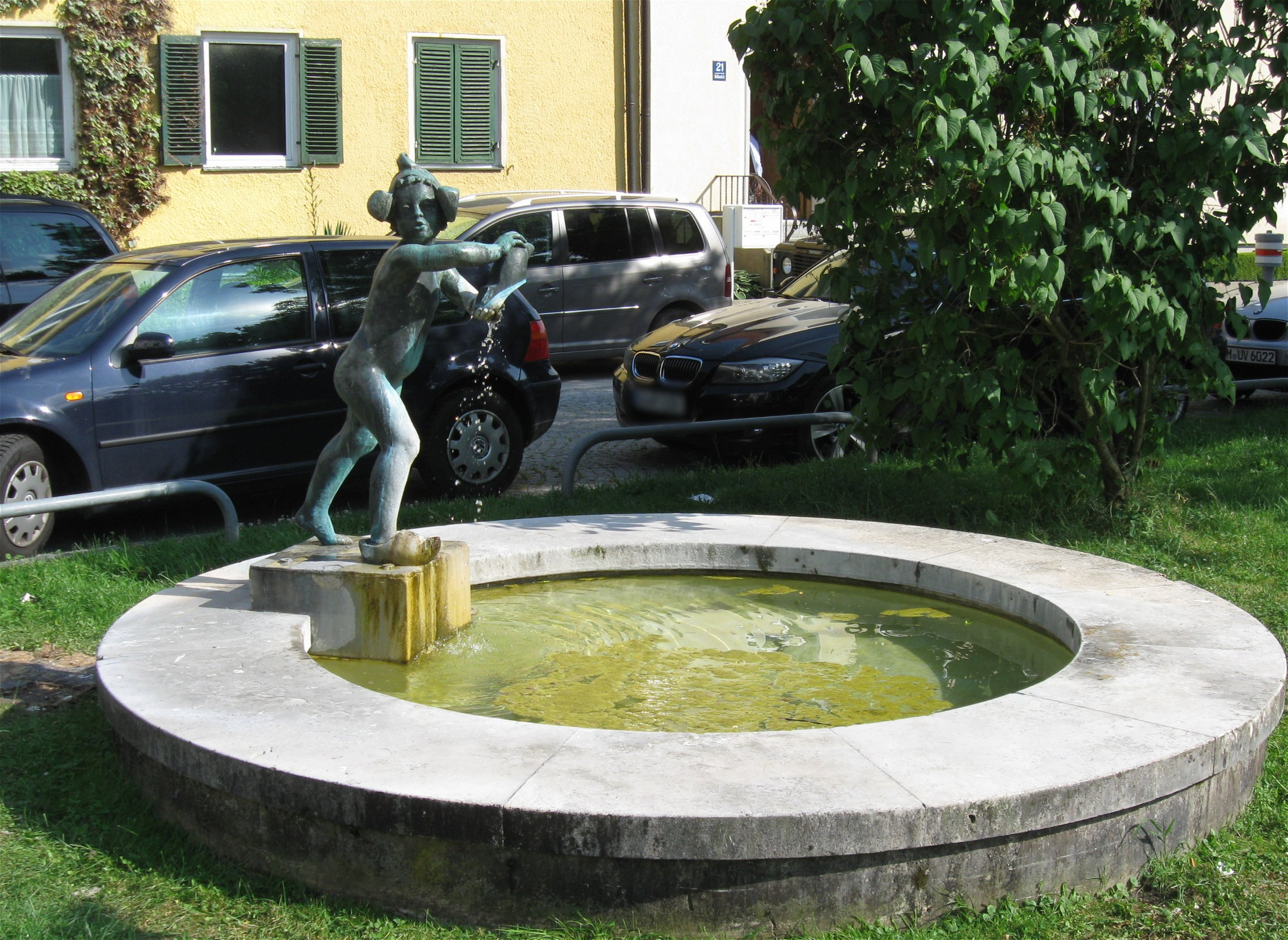
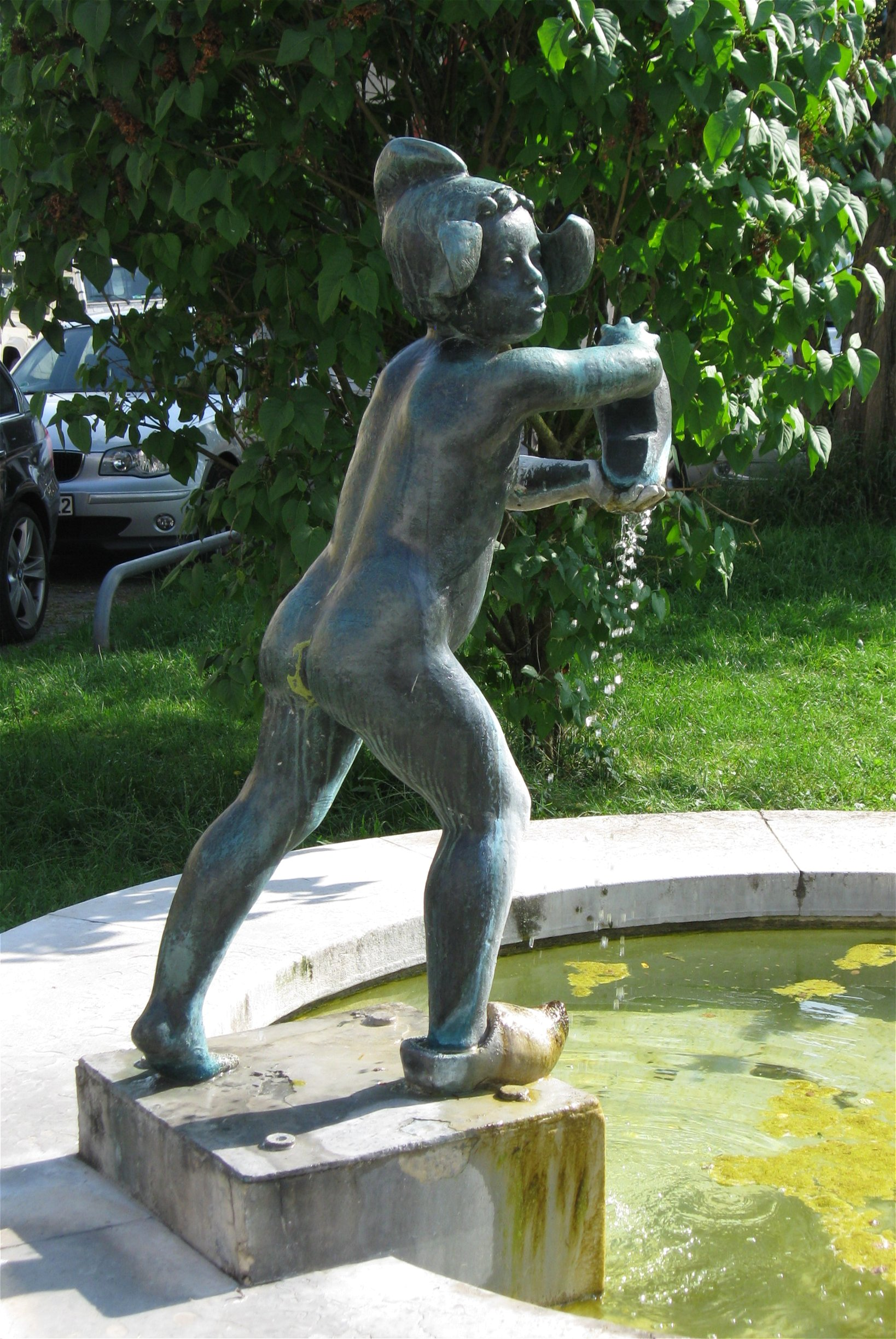
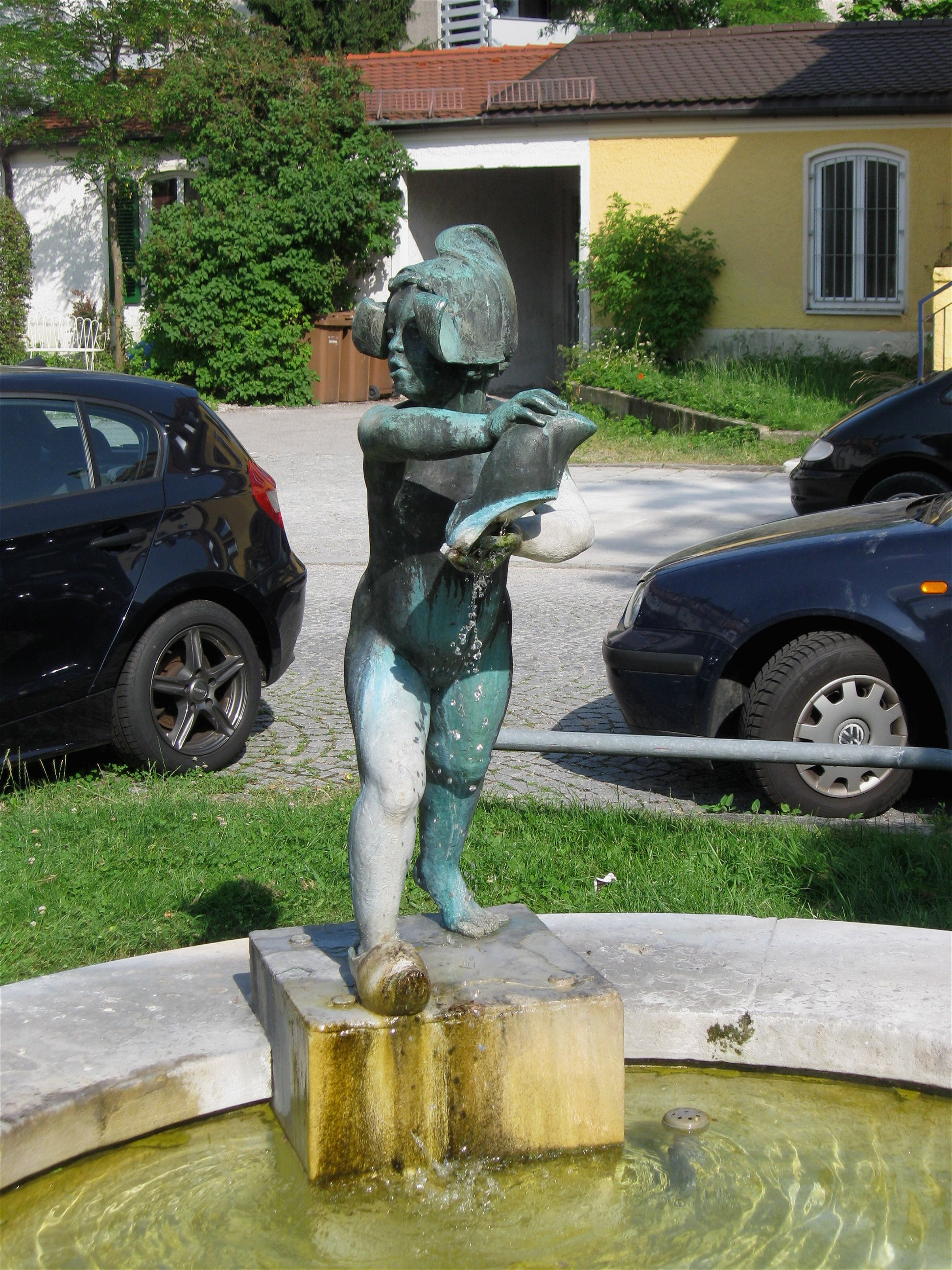